# Tukultininurta II

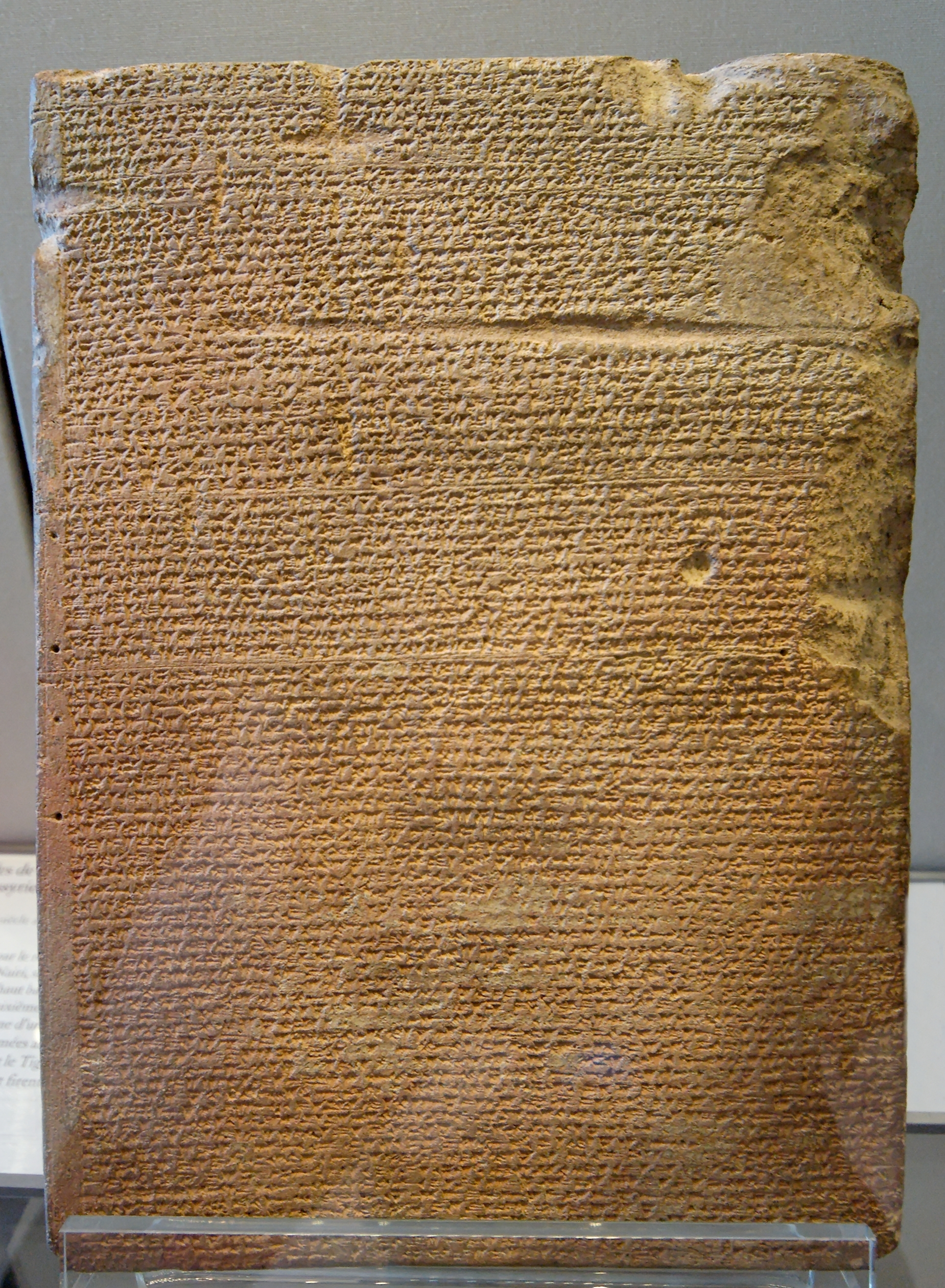
Anales de Tukultininurta II.Museo del Louvre

Tukulti-ninurta II, rey de Asiria (890 a. C. - 884 a. C.). Al igual que su padre, tomó el título de «Rey de la totalidad».
Hijo y sucesor de Adad-nirari II. Se dedicó a consolidar los logros de su padre, que había conseguido restablecer el prestigio del poder asirio. Efectuó una expedición al país de Nairi, donde sometió a su rey Ammebali. Después atacó a los arameos, llegando incluso hasta las ciudades de Dur-Kurigalzu y Sippar, sin encontrar oposición del rey babilonio.
Donde más empeño militar puso fue en los valles del río Jabur, y en el curso medio del Éufrates. Tras anexionar el estado arameo de Harrán, se hizo construir un palacio en Kakhat (Tell Barri), junto al Jagjag, un afluente del Jabur. Luego regresó a Assur, cuyas murallas hizo reparar en su totalidad, ya que estaban sin restaurar desde el lejano reinado de Ashur-uballit I. A su muerte, pudo entregar a su hijo y sucesor, Assurnasirpal II, un reino floreciente.
| Predecesor: Adad-nirari II | Rey de Asiria 890-884 a. C. | Sucesor: Assurnasirpal II |